# Довгалевка (Хмельницкая область)
Довгалевка (укр. Довгалівка) — село в Белогорском районе Хмельницкой области Украины.
Население по переписи 2001 года составляло 374 человека. Почтовый индекс — 30237. Телефонный код — 3841. Занимает площадь 0,117 км².

## Местный совет
30237, Хмельницкая обл., Белогорский р-н, с. Довгалевка, ул. Центральная, 3